# Поповченко Олександр Володимирович
Олександр Володимирович Поповченко (1978—2022) — Головний сержант Збройних Сил України, учасник російсько-української війни, що загинув у ході російського вторгнення в Україну в 2022 році.

## Життєпис
Олександр Поповченко народився 3 січня 1978 року в м. Глухові на Сумщині в родині, де крім нього, народилися ще двоє сестер. Навчався в загальноосвітніх школах I—III ступенів № 3 та № 6 в рідному місті. Після закінчення 9-класів вступив до Глухівського СПТУ № 31, потім, в 1996—1997 роках проходив строкову службу в лавах ЗСУ. З 2007 року ніс військову службу в складі Державної прикордонної служби України. У 2015 році брав участь в антитерористичній операції на Луганщині. 2020 року звільнився після закінчення чергового контракту. З початком широкомасштабного військового вторгнення РФ в Україну в лютому 2022 року Олександр Поповченко вирішив продовжити військову службу. По мобілізації був призваний до відділу прикордонної служби «Глухів» 5-го прикордонного загону Державної прикордонної служби України. Обіймав посаду інспектора прикордонної служби третьої категорії — інспектора кінологічного відділення.
Олександр Поповченко раніше був професійним футболістом (мав прізвисько «Мура») — грав на позиції нападаючого за друголігівський «Фрунзенець-Ліга» з Сум в 2000—2001 роках. Також довгий час (з 1995 по 2015 рр.) грав на рівні аматорського чемпіонату ААФУ — «Імпульс» (Шостка), «Аваль», «Полісся», «Спартак-Аваль», «Велетень», «Спартак-Велетень», «Велетень-Спартак» (усі — Глухів), а також «Дружба» (Соснівка Глухівського району). У 2014 році був граючим тренером команди «Спартак» з міста Глухова. Як гравець чотири рази став бронзовим призером першості Сумської області з футболу — в 2000, 2001, 2003 та 2015 роках. Під час служби в прикордонних військах регулярно виступав на змаганнях з футболу. З 2009 року брав участь у Кубку Голови ДПСУ з міні-футболу у складі команди Сумського прикордонного загону, потім на кубку об'єднаних сил у складі команди ФК «Прикордонник» на чемпіонаті з футзалу. З 2014 року грав за збірну ветеранів АТО України.
Вранці 16 травня 2022 року разом з побратимами відділу прикордонної служби «Глухів» 5-го прикордонного загону ДПСУ вступив у бій з диверсійно-розвідувальною групою ворога з боку РФ, які відкрили вогонь з мінометів, гранатометів, кулеметів та автоматів по прикордонній території Шосткинського району. Прикордонники дали відсіч і росіяни відступити за лінію державного кордону. Однак, сам Олександр Поповченко у цьому бою з ворогом загинув.
Прощання із загиблим відбулося 17 травня 2022 року біля Трьох-Анастасіївського собору в м. Глухові.
Указом Президента України від 15 червня 2022 року Олександр Поповченко був нагороджений орденом «За мужність» III ступеня з присвоєнням звання штаб-сержанта (посмертно). 13 грудня 2022 року в актовій залі Глухівської міської ради орден загиблого вручив удові загиблого Світлані Поповченко заступник начальника 5-го прикордонного загону з персоналу полковник Сергій Любашевський. Міський голова Надія Вайло висловила слова вдячності та підтримки вдові, а також матері та дружині загиблого Олександра Вашука.

## Родина
У 44-річного Олександра Поповченка залишились дружина Світлана, син Назар (нар.. 2010) та донька Дар'я (нар.. 2021).

## Нагороди
- орден За мужність III ступеня (2022, посмертно) — за особисту мужність і самовіддані дії, виявлені у захисті державного суверенітету та територіальної цілісності України, вірність військовій присязі.

## Увічнення пам'яті
У 2023 році в м. Шостка на стадіоні «Зірка» проведений футбольний турнір пам'яті О. Поповченка.
20 травня 2023 року в с. Очкине Шосткинського району на стадіоні «Десна» проведено турнір з міні-футболу пам'яті Героя.